# Rachel Brown
Rachel Brown (también escrito como Rachelle Brown; Smithers, 9 de julio de 1987) es una deportista canadiense que compite en curling; dos veces campeona mundial.
Ganó dos medallas de oro en el Campeonato Mundial de Curling, en los años 2024 y 2025, y dos medallas en el Campeonato Pan Continental de Curling, en los años 2022 y 2024.

## Palmarés internacional
| Campeonato Mundial         | Campeonato Mundial        | Campeonato Mundial | Campeonato Mundial |
| Año                        | Lugar                     | Medalla            | Prueba             |
| -------------------------- | ------------------------- | ------------------ | ------------------ |
| 2024                       | Sydney (Canadá)           | Medalla de oro     | Equipo             |
| 2025                       | Uijeongbu (Corea del Sur) | Medalla de oro     | Equipo             |
| Campeonato Pan Continental |                           |                    |                    |
| Año                        | Lugar                     | Medalla            | Prueba             |
| 2022                       | Calgary (Canadá)          | Medalla de bronce  | Equipo             |
| 2024                       | Lacombe (Canadá)          | Medalla de oro     | Equipo             |